# Being Azem
 Being Azem  (englisch) ist ein biografischer Dokumentarfilm aus dem Jahr 2009, der sowohl von den sportlich als auch den persönlich wichtigsten Lebensabschnitten Azem Maksutajs erzählt, eines 1975 geborenen schweizerischen Thaiboxers kosovo-albanischer Abstammung.

## Inhalt
Azem Maksutaj steht im Jahr 2006 in Las Vegas vor dem bisher wichtigsten Kampf seiner 15-jährigen Laufbahn. Im Fall eines Sieges wird er als erster Schweizer Athlet nach Andy Hug beim K-1 World Grand Prix in Tokio antreten. Rückblickend werden Azems Laufbahn und sein Aufstieg zu einem der besten Thaiboxer der Welt gezeigt.

## Produktion
Die Dreharbeiten für den Dokumentarfilm liefen über 1½ Jahre. Es wurde in Winterthur, Bangkok, Las Vegas und Priština gefilmt.

## Öffentliche Vorführungen
Being Azem wurde während der 46. Solothurner Filmtage, die vom 20. bis zum 27. Januar 2011 veranstaltet wurden, gezeigt.  Am 2. März 2011 wurde der Dokumentarfilm vom SRF (Schweiz) im Abendprogramm gesendet. Auch auf den 10. Dokufest, International Documentary and Short Film Festival, in Prizren im Kosovo, das vom 23. bis zum 31. Juli 2011  stattfand, lief Being Azem. Der Filmverleih läuft weltweit über die Pi-Filme GmbH.

## Rezeption
„Der Film zeigt klar, dass hinter einem erfolgreichen Kampfsportler ein Leben voller Disziplin, Verzicht und hartem Training steckt. Vielleicht animiert er den einen oder anderen zu einer Thaiboxing-Laufbahn – wohl eher schreckt er aber davon ab.“